# Agnes II van Meissen

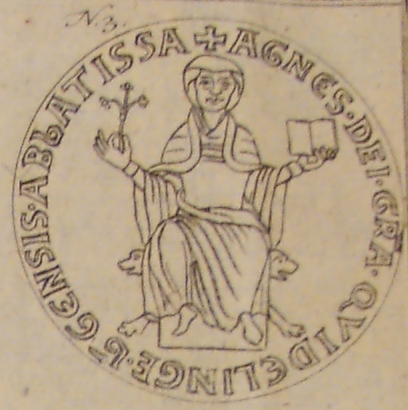
Zegel van Agnes II

Agnes II van Meissen (1139 - 1203) was een regent van de Abdij van Quedlinburg van 1184 tot aan haar dood in 1203.
Agnes werd geboren in Meissen als de dochter van markgraaf Koenraad I van Meissen (1098-1157) en Luitgard van Schwaben (1100-1145), een dochter van Frederick I van Hohenstaufen. Na de dood van Adelaide III van de Palts in 1184 werd Agnes benoemd tot regent van de abdij. 
Agnes was een beschermvrouwe van de kunst, maar ook van de miniaturisten en de graveurs. Tijdens haar regeerperiode maakte de nonnen in de abdij grote gordijnen, die nog steeds intact zijn en van grote waarde zijn voor onderzoek na vroegere kunst. Ze schreef boeken over de kunst, maar haar grootste meesterwerk was het vervaardigen van wandkleden. Agnes had een set wandkleden uitgekozen die naar de paus zouden worden opgestuurd. Deze stukken zijn de best bewaarde stukken van de Romaanse textiel. 